# Hévíz-patak
A Hévíz-patak a Cserhátban ered, Nagyoroszi településtől északra, Nógrád vármegyében, mintegy 270 méteres tengerszint feletti magasságban. A patak forrásától kezdve keleti, majd délkeleti irányban halad, majd Drégelypalánk keleti részénél éri el az Ipolyt.
A Hévíz-patak vízgazdálkodási szempontból az Ipoly Vízgyűjtő-tervezési alegység működési területét képezi.

## Part menti település
- Nagyoroszi
- Drégelypalánk

## Mellékvízei
- Varga-tói-patak